# Polzow
Polzow là một đô thị ở huyện Vorpommern-Greifswald (trước thuộc huyện Uecker-Randow), bang Mecklenburg-Vorpommern, Đức. Đô thị này có diện tích 8,5 km², dân số thời điểm ngày 31 tháng 12 năm 2006 là 265 người.